# Национализам
Национализам је вишезначни појам који у најширем смислу означава приврженост одређеној нацији. Пошто је термин нација такође вишезначан, конкретно значење појма национализам по правилу зависи од контекста употребе. Као сложена друштвена појава, национализам се јавља у разним облицима, који имају своје посебне карактеристике, услед чега у друштвеним наукама постоје бројне дефиниције и класификације национализма. У најзначајније облике национализма убрајају се: етнички национализам, грађански национализам, територијални национализам и религијски национализам, а поред ових постоје и други видови национализма, који се дефинишу према својим идеолошким обележјима.
Национализам се често дефинише као приврженост сопственом народу и држави, чији се интереси по правилу стављају на прво место, испред интереса других народа и држава. Појам се такође односи на доктрину или политички покрет по којем одређена нација, дефинисана према изабраним критеријумима, има право да конституише независну, суверену или аутономну политичку заједницу, базирану на заједничким историјским, политичким и другим обележјима.
Национализам се током историје јављао и у својим екстремним облицима, као што су фашизам у Италији (1922-1945) и нацизам у Немачкој (1933-1945). Национализми ове врсте заговарају ауторитарну и милитаризовану државу са ограниченим правима грађана, уз подстицање етничке мржње и расизма у виду антисемитизма, антиславизма и истицања наводне супериорности аријевске расе.
Као појава, сматра се да је национализам настао с почетка 19. века са појавом романтизма у уметности и књижевности и као одговор на универзалност ренесансе и хуманизма. Пре појаве национализма, критеријум за разликовање међу људима је углавном била религија, а од почетка новог века (16. век) до Наполеонових ратова долази до формирања јединствених језика, и традиције се међусобно мешају стварајући веће групе људи исте културе. Ово временом доводи до стварања нација, тј. великих група људи који говоре истим језиком, који су исте вере и имају сличну традицију. До Берлинског конгреса 1878. године створене су све веће националне државе.
Национализам је довео до појаве националних држава (државе чије су границе дефинисане језичким или културолошким границама, а не освојеним територијама као што је то био случај раније). Овај феномен је довео до једног од највећих таласа промене карте Европе. Међу новонасталим (националним) државама су Немачка и Италија које су убрзо постале светске велесиле.
Национализам је сложен појам који обухвата различите нивое националне свести. У основи је то снажна национална свест која подразумева љубав према својој нацији, добро познавање националне историје и културе, истицање националних обележја, национални понос и страсно залагање за национални просперитет.
Развијени појам национализма подразумева политичку идеологију, систем вредности, представа, начела, ставова, предрасуда и стереотипа, чије језгро чини романтичарски култ национа и националне државе, око којег се испредају митови, легенде који се односе на идеализовани национални карактер и мистификовану националну историју.
Основна социјално-психолошка функција национализма је формирање и учвршћивање националног идентитета, као и буђење и јачање националне свести ради хомогенизације нације и учвршћивања националне државе.
Супротно, екстремни случајеви национализма у односу на позитивни односно негативни сентимент, воде ка шовинизму.

## Историја национализма
Национализам у модерном смислу настаје у атмосфери културалних и политичких промена у 18. веку које су познате под називом „просветитељство“, када апсолутна монархија широм Европе постепено замењује вековне „феудалне“ облике политичког и економског живота у корист продуктивнијих односа заснованих на јачању улоге државе и тржишта, а на штету улоге локалних самоуправа, струковних удруга, те црквених лаичких братовштина и црквених редова. Као главни савезник монарха у том јачању државе се појављује средња класа - тј. грађанство - које тражи и налази своје место у предвођењу националистичких пројеката, од Италије и Немачке, до Ирске и Аргентине. За националисте, суверенитет није израз дужности или воље племићког сталежа да се подвргне сувереној власти неке владарске династије, него је државни суверенитет природно право одређеног народа који политичким окупљањем постаје „нација“. Енглески повесничари налазе прве националистичке идеје у својем народу у 1740-им годинама; а сасвим заокружену националистичку платформу на пријелазу из 1780-их у 1790.те године.
За ране облике национализма, карактеристична је његова веза са монархизмом. Касније настају и национализми који имају јак републикански набој.
Ваља опазити да национална држава током историје често настоји да себи осигура народ - како се најочитије може видети на примеру држава Северне и Латинске Америке, где настају народи врло разнородног етничког порекла: ту се види како нација може настати из државе, уместо да настаје из народа. Такве нације (попут нпр. Чилеанске, Перуанске или Америчке) такође имају своје националисте и националистичке доктрине.
У првој половини 19. века национализми (немачки, италијански, мађарски, пољски ...), чврсто повезани са тадашњом верзијом либерализма, постепено постају најзначајнији реформским покрет; често са спремношћу да своје циљеве постигну револуционарним (тј. насилним) методама: делатност разних националистичких тајних друштава је кулминирала у „пролећу народа“ револуционарне 1848. године.
Поентирајући на неуспесима либералних режима с краја XIX и почетка XX века да осигурају достојне услове живота за широке народне слојеве, моментум у кориштењу националистичких пројеката преузимају десне тоталитарне идеологије. Национализам код различитих појавних облика фашизма постаје нераздвојиви део тих идеологија које граде визију свеопштег идејног јединства народа, једнопартијске владавине, милитаризма и етатизма (изразитог мешања државе у свеколики друштвени и господарски живот).
Левичарске идеологије су се у знатном броју земаља - од Индије за време Нехруа до Србије за владавине Слободана Милошевића - такође повезивале са изразитим национализмом.

## Значења
Одређени феномени који би се могли назвати национализмом су постојали кроз сва времена историје, али се у свом модерном облику национализам јавља тек у Новом веку, прво са стварањем апсолутних монархија које су створиле оквир за стварање заједничког националног идентитета међу поданицима (најчешће у Западној Европи). Касније се национализми појављују и као културни покрети у вишеетничким државама где је просветитељство и ширење писмености довело до стварања посебних националних идентитета - тако је хрватски национализам настао у оквиру вишеетничке Аустроугарске монархије, једнако као чешки, мађарски, словенски и други национализми.
Национализам се често прожима с другим идеологијама као што су конзервативизам, социјализам и либерализам. У 19. веку се национализам почео изражавати као расизам и империјализам, а у 20. веку је послужио као подлога за фашизам (нацизам). Крајем 20. века се у неким случајевима почео изражавати и као верски фундаментализам.
Национализам се у 19. веку наметнуо као доминантна идеологија у свету те је имао кључну улогу у многим важним догађајима као што је избијање првог и Другог светског рата, антиколонијалним ослободилачким покретима, те у низу етничких сукоба од којих многи трају и до данашњег дана.
С обзиром на улогу коју је одиграо у избијању неких од најкрвавијих догађаја у историји, термин „национализам“ се често користи на пежоративни начин, те се повезује уз етничку нетолеранцију, етничко чишћење, шовинизам и милитаризам. С друге стране му се често даје позитиван предзнак, када се манифестира у облику ослободилачких покрета против великих империјалистичких сила (Уједињено Краљевство - Индија); или ради одбране од неугодних суседа (нпр. Индија - Пакистан), односно када даје подстицај за напредак културе и технологије кроз мирољубиво такмичење националних држава.

## Етнички национализам
Посебан облик национализма који се заснива на етничком концепту нације, назива се етнички национализам или етнонационализам.

## Религијски национализам
Посебан облик национализма са наглашеном верском, односно религијском компонентом назива се религијски национализам, односно верски национализам. Једно од основних обележја религијског национализма огледа се у настојању да се сопственој нацији посредством религије прибави својство "изабраног народа" који ужива посебну милост, благослов или заштиту, добијену од одређеног божанства.

### Клеронационализам
Посебан облик религијског национализма са наглашеном клерикалном компонентом, назива се клерикални национализам или клеронационализам. Клеронационализам не треба мешати са клерофашизмом, који представља религијски облик фашизма.

## Шовинистички национализам
Шовинистички национализам, односно национал-шовинизам је појава међунационалне мржње. До шовинизма најчешће долази услед осећаја надмоћи или узвишености над осталим нацијама или осећаја угрожености од стране других нација.

## Интернационализам
Током векова постојале су многе државне и сличне асоцијације које су обухватале више од једног народа. Чак и на наддржавном нивоу, земље су се - на фактичном и правном нивоу - међусобно препознавале (сврставале) као хришћанске земље, или муслиманске земље.
Са појавом модерног национализма, настају и модерни интернационализми. Особито су упадљиви били интернационализми настали након Другог светског рата око Совјетског Савеза (социјалистичке земље, од којих је већина била формално укључена у војне и економске савезе са кључном улогом Совјетског Савеза) и САД („земље слободног свијета“ са разним регионалним, економским и војним савезима, увек уз кључну улогу САД).
Такви интернационализми не подразумевају само заједничке интересе укључених нација, него и становито идеолошко истомишљеништво и савезничку лојалност. За националисте, претпоставка здравог интернационализам је - здрави национализам.

## Политиколошки аспекти
Многи политиколози су теоретисали о основама модерне националне државе и концепту суверенитета. Концепт национализма у политичким наукама проистиче из тих теоретских основа. Филозофи попут Макијавелија, Лока, Хобса, и Руса су концептуалисали стање као резултат „друштвеног уговора“ између владара и индивидуа. Вебер пружа најчешће коришћену дефиницију државе, „она људска заједница која успешно тражи монопол над легитимним физичким насиљем на одређеној територији“. Према Бенедикту Андерсону, нације су „замишљене заједнице“, или друштвено конструисане институције.
Многи научници су уочили однос између изградње државе, рата и национализма. Многи научници верују да је развој национализма у Европи (а потом и модерне нације-државе) последица ратне опасности. „Екстерне пријетње имају тако снажан ефекат на национализам јер људи на дубок начин схватају да су под претњом због тога ко су они као нација, те су присиљени да препознају да само као нација успешно могу поразити претњу“. Са повећаним спољним претњама, државни екстрактивни капацитети капацитети се повећавају. Џефри Хербст тврди да је недостатак спољашњих претњи земљама у подсахарској Африци, после независности, је повезан са слабим државним национализмом и државним капацитетима. Бари Посен тврди да национализам повећава интензитет рата и да државе намерно промовишу национализам у циљу побољшања њихових војних способности.